# Marieholms Bruk
Marieholms Bruk was een fabriek in de gelijknamige plaats Marieholm in het Zuid-Zweedse Småland, tegenwoordig vooral bekend van onder andere de zeiljachten Marieholm 26, Marieholm IF (welk type later ook in licentie door andere werven werd geproduceerd en daar bekend is geworden als IF-boot) en Marieholm IF-E (identiek aan de IF, maar uitgevoerd met een Volvo MD1B diesel binnenboordmotor en daardoor iets zwaarder.) De Marieholm-schepen werden gebouwd van 1967 tot 1984.

## Geschiedenis
De fabriek werd in 1836 opgericht door Anders Wingård als ijzersmederij. Deze ging al snel failliet en werd overgenomen door de familie Collén, die hem uitbreidde. De ijzerproductie was echter geen groot succes: de eerste hoogoven heeft nooit gewerkt en daarom werd in 1870 een nieuwe hoogoven gebouwd, die tot 1891 in bedrijf was. Ook waren er een metaalgieterij en een walserij, en werden er allerlei metalen voorwerpen, met name spijkers, maar ook niet-metalen voorwerpen zoals draden en weefsels gefabriceerd. In de eerste helft van de 20e eeuw werden er voornamelijk landbouwmachines gemaakt. Vanaf 1958 werden er kunststof boten gebouwd.
De botenfabriek sloot in 1984 en is nu deels gerenoveerd. De oude smeedhamer is teruggeplaatst en een waterturbine uit 1899 wekt momenteel weer elektriciteit op. De dam in de nabijgelegen rivier is behouden gebleven en toont het belang dat waterkracht voor deze plaats heeft betekend.
Het hoofdgebouw van de voormalige fabriek is omgebouwd tot theater, restaurant en conferentiezaal en heet Hjärnbruket.

## Vervaardigde scheepstypen
- Marieholm Seacat
- Marieholm S20, Marieholm MS20 en Marieholm AC20
- IF-Boot, in Nederland bekend als "Marieholm-IF"
- Marieholm 26 en Marieholm 261 (de verbrede versie van de '26')
- Marieholm 28
- Marieholm 32
- Marieholm 33